# Интенденция Парагвай
Интенденция Парагвай (исп. Intendencia del Paraguay), также известная как Интенденция Асунсьона (исп. Intendencia de Asunción) — административно-территориальная единица, входившая в состав Вице-королевства Рио-де-ла-Плата. Была создана 28 января 1782 года. Единственным городом и столицей интенданции был Асунсьон, а территориально она делилась на округа: Вилья-Реаль-де-ла-Консепсьон, Куругуати, Вильярика-дель-Эспириту-Санто и Сан-Педро-дель-Икуамандию.
Политическим органом, управлявшим правительством интенданции, был губернатор-интендант. Интенденция в Парагвае продолжалась до 1811 года, когда последний губернатор-интендант Бернардо де Веласко был свергнут группой революционеров, что ознаменовало конец испанского владычества на этих землях и положило начало событиям, приведшим к независимости Парагвая.